# Banari
Banari är en ort och kommun i provinsen Sassari i regionen Sardinien i Italien. Kommunen hade 569 invånare (2017).